# MMMMM: Mônica e Menino Maluquinho na Montanha Mágica
MMMMM: Mônica e Menino Maluquinho na Montanha Mágica é um crossover entre o elenco da revista da Turma da Mônica e da revista Turma do Menino Maluquinho, escrito por Manuel Filho e, ilustrado por Mauricio de Sousa e Ziraldo em 2018. O livro é inspirado pelos livros A Montanha Encantada e Charlie and the Chocolate Factory.

## Sinopse
A Mônica e O Menino Maluquinho encontram suas barras douradas em seus chocolates, o que lhes dá direito de levarem, cada qual, quatro amigos à Montanha Mágica. A Mônica decide levar o Cebolinha, o Cascão, a Magali e o Franjinha, que leva o Bidu consigo. Já o Menino Maluquinho, por sua vez, decide fazer um sorteio para não ter encrenca, levando assim a Julieta, o Bocão, o Junim e o Lúcio. A Mônica e seus amigos vão com o pai dela de carro, ao passo que o Menino Maluquinho e seus amigos vão com o avô dele de carro também. Durante uma aventura que envolve diversos perigos, as duas turmas selarão uma amizade eterna.

## Sequência
Em 2019, saiu o segundo livro reunindo os personagens: 5... 4... 3... 2... 1: Mônica e Menino Maluquinho Perdidos no Espaço.